# Porlasztva szárítás
A porlasztva szárítás, más néven porlasztásos szárítás vagy porlasztó szárítás olyan folyékony halmazállapotú elegyek beszárítására használható, ahol a szárazanyag-tartalom oldott vagy szuszpendált állapotban van. Lényege, hogy a folyadékot porlasztófejjel kisméretű cseppekre aprózzák, ettől párolgási felülete megnövekszik, így a meleg szárító levegő hatására gyorsan elveszti nedvességtartalmát. A folyamat végterméke száraz por.
Általánosságban véve 100 ml oldat porlasztása során kb. 8·108 db (800 000 000 db) 25 mikrométer átmérőjű csepp keletkezik, fajlagos felületük kb. 12 m², a szárító levegőben gyorsan elpárolognak.
A szárítás célja biológiai, mikrobiológiai tartósítás, fizikai és kémiai stabilitás biztosítása, anyag-előkészítés, a szállítási tömeg csökkentése, a nedvességtartalom optimalizálása, illetve adott értékre történő beállítása szilárd fázisú (pl. gyógyszer-) készítményben vagy a végleges termékforma kialakítása.

## A művelet főbb lépései
- Porlasztófejjel a folyadékot apró cseppekké porlasztják.
- Az anyag- és hőátadás szempontjából kedvező állapotban lévő cseppek összekeverednek a forró porlasztó levegővel, a párolgás gyorsan végbemegy.
- A gyors párolgás során az elpárolgó csepp gőze a kialakuló szemcse körül védőburokként funkcionál, nem engedi, hogy a szemcse felvegye a szárító levegő hőmérsékletét. A cseppből – mire az a készülék falához ér – már csak száraz (mintegy 1-5% nedvességtartalmú) szemcse marad.
- A terméket a szárító levegő juttatja el a ciklonba (porleválasztó), ahol a levegő a szemcsékkel együtt csavarvonal alakú pályán halad. A szemcsék a centrifugális erő hatására fokozatosan kiválnak és a tartályba hullnak, a szemcséktől mentes levegő a felső kivezető csövön keresztül távozik. A ciklonban kialakuló áramlás térbeli ábrázolása és matematikai egyenletekkel való leírása bonyolult. A ciklon hatékony, de nem képes minden szemcsét kiválasztani, az 1-2 mikrométernél kisebb részecskék általában nem ülepíthetők, kivéve ha több, összeépített ciklonon haladnak át.

Számos anyagot készítenek porlasztva szárítással; az előállított szemcse lehet köztitermék vagy végtermék.

### Paraméterek
Beállítható paraméterek a szárító és porlasztó levegő hőmérséklete, nyomása; a folyadékáram betáplálásának sebessége, ezek szabályozzák a szemcseméretet és -eloszlást, porozitást, nedvességtartalmat.

### Előnyök, hátrányok
Előnye a nagy fajlagos felület miatt a rövid szárítási idő és a kíméletes szárítás, ezért hőérzékeny anyagok is száríthatók.
Automatizálható, ipari körülmények között a szárítás folyamatosan monitorozható. Hátránya a nagy hely-, költség- és energiaigény.

## Csoportosítás a porlasztófej módja szerint
A porlasztófej (ún. atomizer) szerint három főbb csoport lehetséges:
- Fúvókás-pneumatikus: a sűrített levegő a fúvókában találkozik a porlasztandó oldattal vagy szuszpenzióval, amelyet a közös kilépés pillanatában porlaszt. Nagy nyomású (8-10 bar), 800-1000 l/h mennyiségű sűrített levegőt és pl. egy 0,5 mm-es átmérőjű fúvókát használva a maximális betáplálható folyadékáram kb. 1-100 l/h.

A fúvókás porlasztókkal porlasztott cseppek mérete nem mindig egyenletes és a fúvóka nyílása – folyamatos ütemben, nagynyomású levegővel történő tisztítás híján – könnyen eltömődik.
- Centrifugális-mechanikus (rotációs) módszer: a porlasztófejet, amely egy forgótárcsa, sűrített levegő (ún. préslevegő) forgatja meg. A forgótárcsába (fordulatszáma 35000–40000 1/min) táplálják a porlasztandó folyadékot. A forgótárcsában a tengelytől kiindulva sugárirányú furatok vannak, a folyadék a centrifugális erő hatására ezeken keresztül a kerület felé halad, itt a tárcsától való elválás pillanatában cseppekre bomlik.

A cseppek a porlasztótárcsából való kilépés után azonnal érintkezésbe kerülnek a szárítólevegővel, az intenzív anyag- és hőátadás következtében rövid út megtétele után elpárolognak. A por a készülék alján gyűlik össze, onnan pneumatikus úton távolítják el.
- Hanghullámos módszer: kb. 9000-10000 Hz frekvenciájú hanghullámok aprítják a folyadékot cseppekre. Kis folyadéknyomáson működik és egyenletes cseppméretet biztosít.[3]

## Kiegészítő berendezések
- nedvességmegkötő (Dehumidifier): a szárító levegőt átvezetik a készülék +3-5 C-ra hűtött csövein, amely megköti a nedvesség nagy részét, ezáltal a szárító levegő előkondicionálható (nedvességtartalom, hőmérséklet). Ezután a levegőt felmelegítve vezetik a porlasztva szárítóba.
- inert hurok (Inert Loop): a porlasztva szárítóból kivezetett megszűrt levegőt az adszorpciós oszlopba vezetik, ez eltávolítja a levegőből a vizet, amely így nem fagy meg az inert hurok hűtőegységében. Az inert hurokban lévő alacsony hőmérséklet hatására a szerves oldószerek kondenzálódnak, ezáltal elkülöníthetőek a rendszerből.

### A szerves oldószer veszélye
A szerves oldószert is tartalmazó elegy porlasztva szárítása csak inert (semleges) gázközegben történhet, mivel az oxigént is tartalmazó rendszer robbanásveszélyes. Az inert gáz gyakran nitrogén vagy argon.
A porlasztva szárítás első lépéseként az inert hurok használatával kialakítják a zárt rendszert, melyben az előhűtött, megszűrt gázt addig keringetik, amíg kiszorítja a rendszerben lévő oxigént, ezt egy szenzor felügyeli. Ezután indítható a porlasztás, a kondenzáló egységre ekkor nincs szükség.